# Ravage (Transformers)
Pour les articles homonymes, voir Ravage.
 (décembre 2019).
Si vous disposez d'ouvrages ou d'articles de référence ou si vous connaissez des sites web de qualité traitant du thème abordé ici, merci de compléter l'article en donnant les références utiles à sa vérifiabilité et en les liant à la section « Notes et références ».

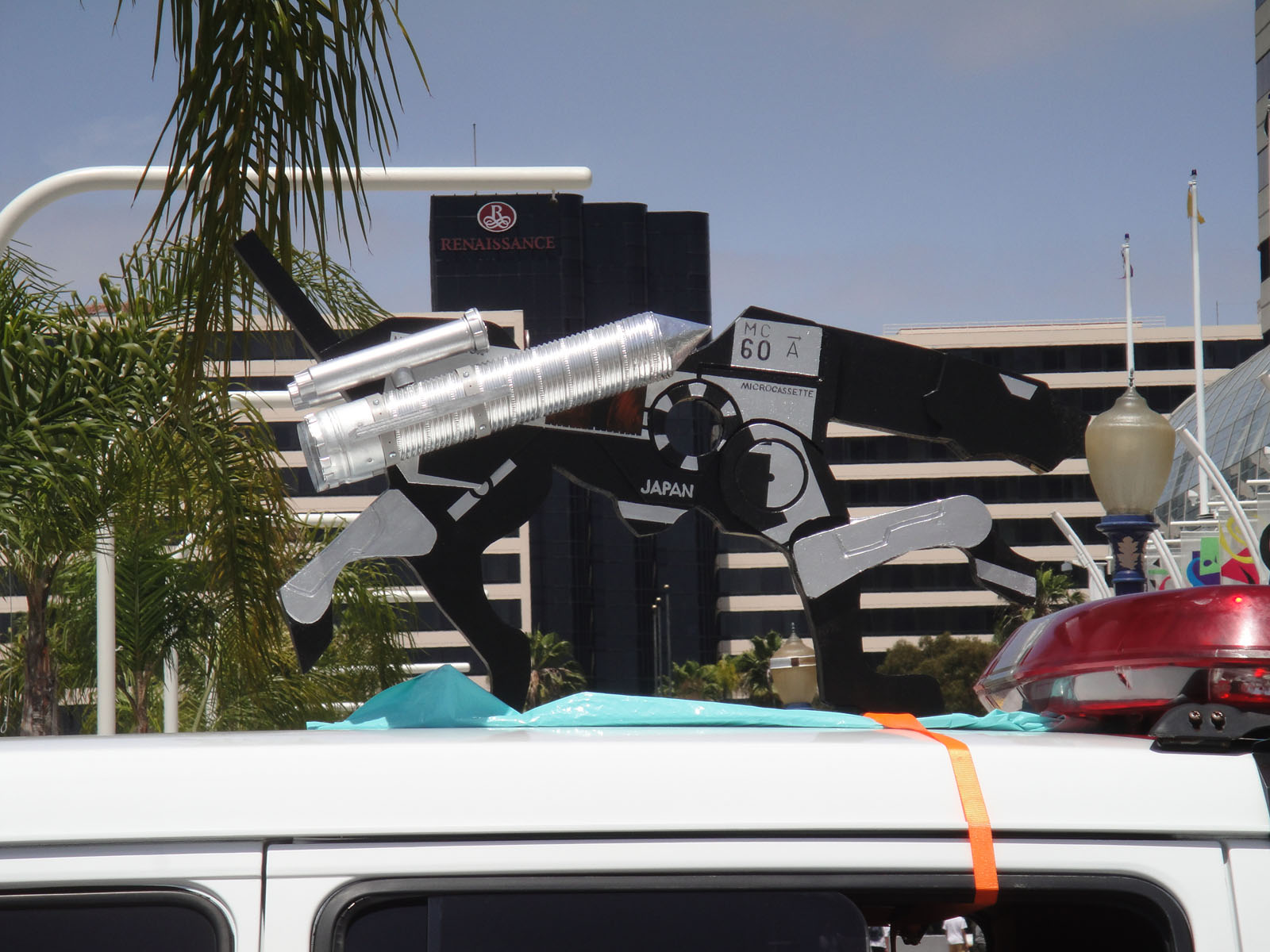
Sculpture de Ravage par un fan lors du Comic Expo de Long Beach de 2011.

Ravage est un personnage de l'univers de fiction des Transformers, qui a connu plusieurs incarnations dans les différentes des séries tirées de cet univers.

## Transformers: Génération 1
Dans Génération 1, Ravage est un des mini-transformers se changeant en mini-cassette que Soundwave (en) utilise. Il est reconnaissable à son aspect de panthère robotique, et est utilisé comme guerrier. 
Bien qu'il soit largement plus grand qu'un humain en mode robot (mais plus petit que la plupart des autres Transformers), son mode cassette diminue en taille pour prendre la taille d'une cassette ordinaire. Comme Ratbat et Laserbeak, Ravage est incapable de parler, excepté en grognements, mais il peut, sous forme cassette, se faire "lire" par Soundwave afin de faire voir et entendre aux autres ce qu'il a vu.

## Animutants
Ravage apparaît brièvement dans la série Animutants, qui se situe dans la continuité de Génération 1. Il y a été amélioré, lui donnant un nouveau corps plus humanoïde et la capacité de parler. Il est présenté comme un agent du Conseil de Tripledacus, l'organisation qui gouverne les Predacons.
Ravage apparaît dans le final de la saison 2, où il est envoyé par le Conseil de Tripledacus pour capturer Mégatron II. Il y parvient avec la collaboration (réticente) des Maximals et de l'agent double Tarentula, mais, lorsque son prisonnier lui révèle que son plan de changer le passé venait d'un ordre du Mégatron original, Ravage s'incline et se retourne contre les Maximals. Il meurt lorsque son vaisseau est explosé de l'intérieur par Rattrap. Sa tête est brièvement vue tombant à la mer dans le début de la saison 3.

## Transformers (films)
Ravage était au départ prévu pour le script original du film de 2007 de Transformers. Il fut cependant retiré, vraisemblablement pour les mêmes raisons que Soundwave[Lesquelles ?][réf. souhaitée].

### Transformers 2: la Revanche
Ravage apparaît finalement dans Transformers 2 : la Revanche. Cette version se rapproche de la Génération 1 : il est le partenaire de Soundwave (en), ne parle pas et possède un mode robot semblable à une sorte de jaguar robotique à un seul œil. Il se transforme en missile cybertronien que Soundwave peut projeter depuis l'espace sous sa forme de satellite.
Ravage est envoyé par Soundwave sur Terre depuis l'espace en utilisant son mode missile, et infiltre des Microcons dans un centre de sécurité, leur permettant de former Reedman pour voler un des rares fragments restant du AllSpark. Peu après, il escorte avec les Constructicons Scalpel jusqu'au cadavre de Mégatron pour le ranimer.
Dans la bataille finale, Ravage attaque Bumblebee durant son combat contre Rampage, mais l'Autobot le tue, Reedman à l'intérieur de son corps meurt avec lui, et utilise sa queue comme arme contre Rampage.

### Bumblebee
Ravage réapparaît dans le spin-off de Bumblebee. Il est présent lors d'un flashback se déroulant sur Cybertron pendant la guerre : Dans cette scène, Optimus Prime combat les Decepticons restants après le départ des Autobots vers la galaxie. Cependant, Soundwave libère Ravage de son torse, ce dernier renverse Optimus qui le repousse peu après. Ravage se relève tandis que les derniers Decepticons encerclent Optimus. Il n'est plus revu après cela. 